# Dougie Thomson
Douglas Campbell Thomson est un musicien écossais, né à Glasgow le 24 mars 1951 et a grandi dans la région de Rutherglen. Il est surtout connu pour avoir été le bassiste du groupe Supertramp.

## Carrière
Sa carrière musicale commence en août 1969 lorsqu'il rejoint un groupe local de Glasgow "The Beings". Ensuite, en septembre 1971, il rejoint "The Alan Bown Set", il remplace alors Andy Brown. C'est là qu'il rencontre et travaille avec John Helliwell, futur saxophoniste de Supertramp. Dougie Thomson auditionne pour le groupe et finit par jouer plusieurs concerts en tant que musicien temporaire.
En 1972, Thomson rejoint définitivement Supertramp, il aide en partie la gestion des affaires du groupe avec Dave Margereson, il a également persuadé John Helliwell de l'y rejoindre l'année suivante. Depuis, il a joué sur les albums Crime of the Century, Crisis? What Crisis?, Even In The Quietest Moments, Breakfast In America, Paris (live), ...Famous Last Words..., Brother Where You Bound et Free as a Bird.
En 1979, Dougie ainsi que deux autres musiciens de Supertramp, John Helliwell et Bob Siebenberg, participent à l'album de Peter Bennett, The Old Pals Act, sur deux chansons, On The Game et When You Come Back To England.
Après que le groupe ait arrêté toute activité pour une certaine période en 1988, Dougie est devenu un éditeur dans le domaine de la musique et travaille dans une société de gestion à Chicago. 
Il n'a pas participé au regroupement de Supertramp en 1997 pour l'album Some Things Never Change. Thomson a également refusé de faire partie d'autres réunions, telle que la tournée anniversaire de 2010, par principe, car Rick Davies, membre fondateur du groupe, aurait rompu un accord verbal avec Roger Hodgson en reprenant les chansons interprétées par ce dernier, depuis son départ en 1983. Il a aussi accompagné Roger en tournée solo, alors qu'il jouait avec son fils Andrew Hodgson. 
Dougie Thomson travaille également pour "JBM management", s'occupant de groupes tels que "New Sense", "Disturbed", "The Fags" et "Dark New Day".

## Supertramp
Albums studio :
- 1974 - Crime of the Century
- 1975 - Crisis? What Crisis?
- 1977 - Even in the Quietest Moments…
- 1979 - Breakfast in America
- 1982 - …Famous Last Words…
- 1985 - Brother Where You Bound
- 1987 - Free as a Bird

Albums live :
- 1980 - Paris, enregistré lors des concerts au Pavillon de Paris le 29 novembre 1979
- 1988 - Live '88, enregistré lors d'un concert au Brésil en 1988.
- 2001 - Is Everybody Listening, enregistrement d'un concert à Londres en 1975.

Compilations :
- 1987 - The Autobiography of Supertramp
- 1990 - The Very Best of Supertramp: Volume 1
- 1992 - The Very Best of Supertramp: Volume 2
- 2005 - Retrospectacle: The Supertramp Anthology - 2 CD

### Collaboration
- 1979 : The Old Pals Act de Peter Bennett - Basse sur deux chansons On The Game et When You Come Back To England.

### Gérance
Dougie Thomson a agi en tant que gérant de ces artistes et événements, mais il n'a joué sur aucun de ces albums. 
- 1996 : Lime de Molly McGuire
- 2003 : Every Given Moment de Stereomid
- 2004 : Music as a Weapon II  Artistes variés

## Vie privée
Thomson a quatre enfants, Laura, James (Jamie), Kyle et Emma. James est arbitre de football européen au classement mondial et aussi un passionné d'automobiles appartenant de plein droit à un club de course d'élite "W.V". Kyle joue également au football, pour l'un des clubs de football d'élite aux États-Unis, "Sockers FC".
Il a un frère cadet, Ali Thomson, né en 1959, lui aussi musicien.
Dougie est aussi un passionné de voile et possède un certain nombre de yachts.

## Sources
- (en) Cet article est partiellement ou en totalité issu de l’article de Wikipédia en anglais intitulé « Dougie Thomson » (voir la liste des auteurs).
- Discographie : https://www.discogs.com/fr/artist/401992-Dougie-Thomson?page=2
- Peter Bennett : https://www.discogs.com/fr/Peter-Bennett-The-Old-Pals-Act/release/3365297
- Molly McGuire : https://www.discogs.com/fr/Molly-McGuire-Lime/release/2869208